# Église Sainte-Foy de Pujols
Pour les articles homonymes, voir Église Sainte-Foy.
L'église Sainte-Foy-la-Jeune est une ancienne église catholique située à Pujols, dans le département de Lot-et-Garonne, en France.

## Historique
L'église Sainte-Foy-la-Jeune a été construite dans la première moitié du XVIe siècle suivant un plan en croix latine. Elle a été augmentée avant la fin du XVIe siècle de deux chapelles latérales bordant la nef.
Le maître-autel est consacré en 1597 par l'évêque d'Agen Nicolas de Villars, d'après l'authentique des reliques retrouvé en 1758.
Elle a été vendue à la Révolution. Elle est réaffectée entre 1795 à 1821. Elle sert ensuite de grange.
Depuis les années 1960, une association organise des expositions permettant de mettre en valeur les peintures murales.
L'édifice est classé au titre des monuments historiques en 1903.

## Peintures murales
Les peintures murales, ou, plutôt, les dessins al seco, c'est-à-dire sur fond sec, datent de l'origine de l'église. Ils ont probablement pour fonction l'éducation des fidèles de la paroisse Sainte-Foy qui devait recevoir des gens du petit peuple, gens pauvres et illettrés. La gamme de couleurs utilisée tourne autour du brun-rouge, du jaune pâle et de teintes dégradées entre le noir et le gris.
Le concile de Trente décida de recouvrir les peintures avec du plâtre. C'est à la fin du XIXe siècle que le curé Gerbeau, curé de Pujols, les découvre et les dégage.
Dans la chapelle de gauche en entrant, chapelle des fonts baptismaux, on peut voir un arbre de Jessé. À la base, le patriarche, assez effacé, à la base de l'arbre, les rameaux avec les patriarches, et le Vierge Marie, au sommet, tient l'Enfant Jésus. Sur le mur en face est représentée une Assomption de Marie, entourée de quatre anges, avec, en-dessous, des disciples agenouillés.
Sur le mur du fond, on voit saint Blaise mis en croix, à gauche de la fenêtre. Il est entouré de deux bourreaux. À droite de la fenêtre, on peut voir une enceinte avec six tours, une jeune personne penchée en avant, avec près d'elle un personnage barbu tenant un badelaire. Pour l'abbé Gerbeau, c'était une représentation du martyre de sainte Foy.
Dans le chœur pentagonal, seules quatre faces sont peintes. Sur les parois parallèles à l'axe de la nef, seule celle de gauche a conservé une peinture. Elle représente en son milieu le Christ en croix et de part et d'autre deux saints : à droite saint Martin partageant son manteau avec un pauvre, à gauche saint Georges chevauchant un destrier luttant contre le démon.

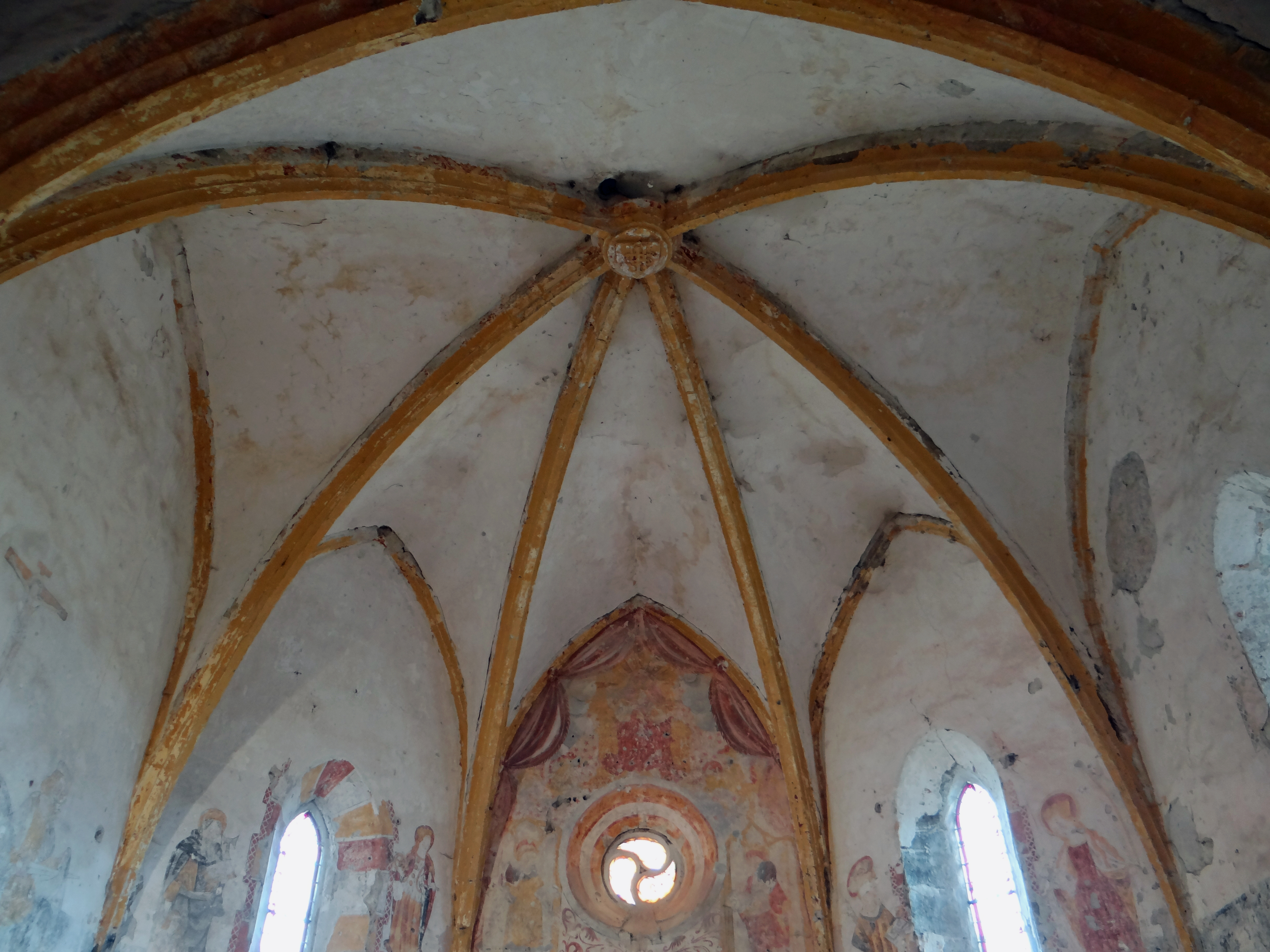
Voûte de l'abside et peintures murales
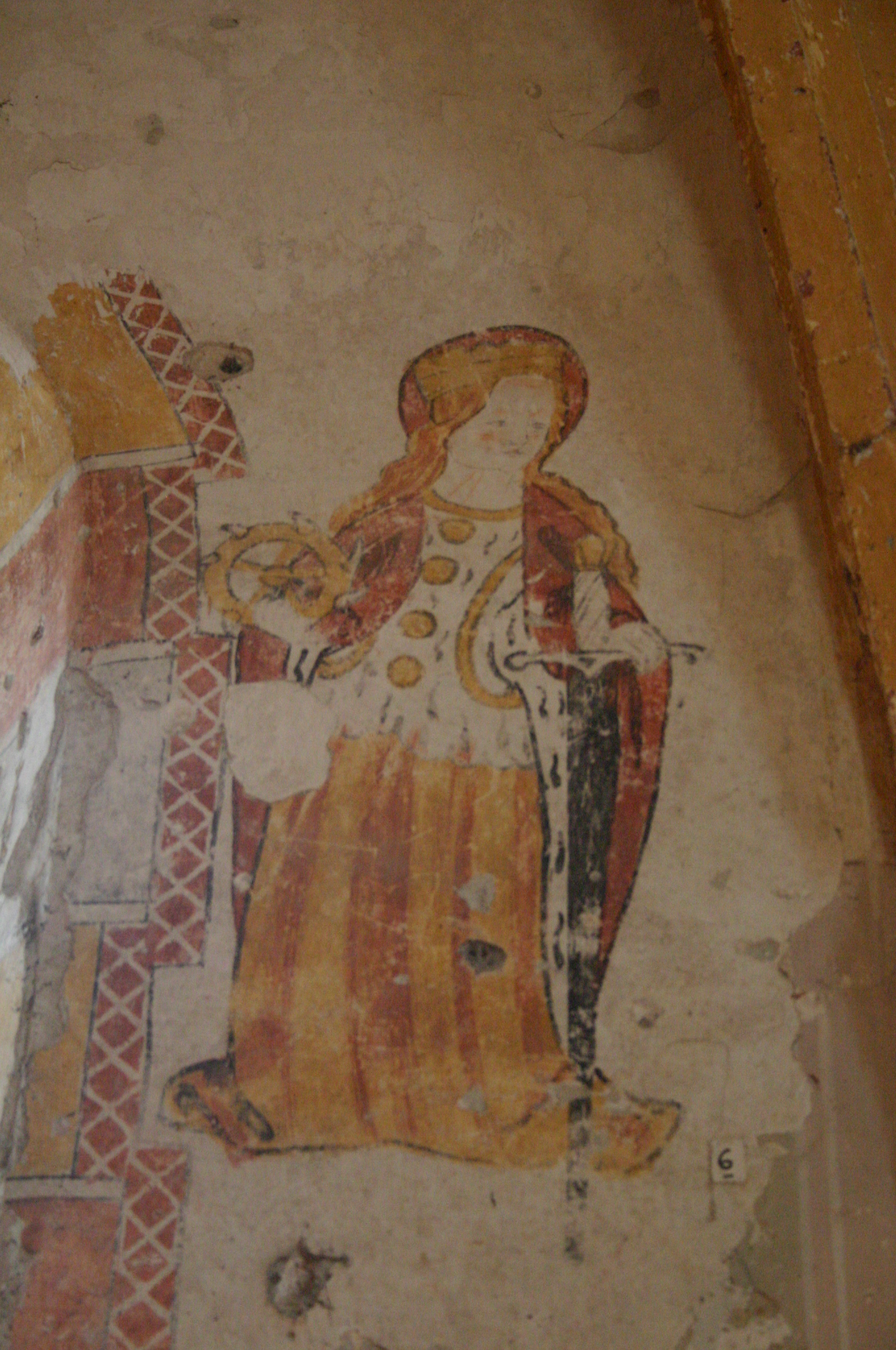
Peinture murale dans l'église Sainte-Foy-la-Jeune : sainte Catherine d'Alexandrie.
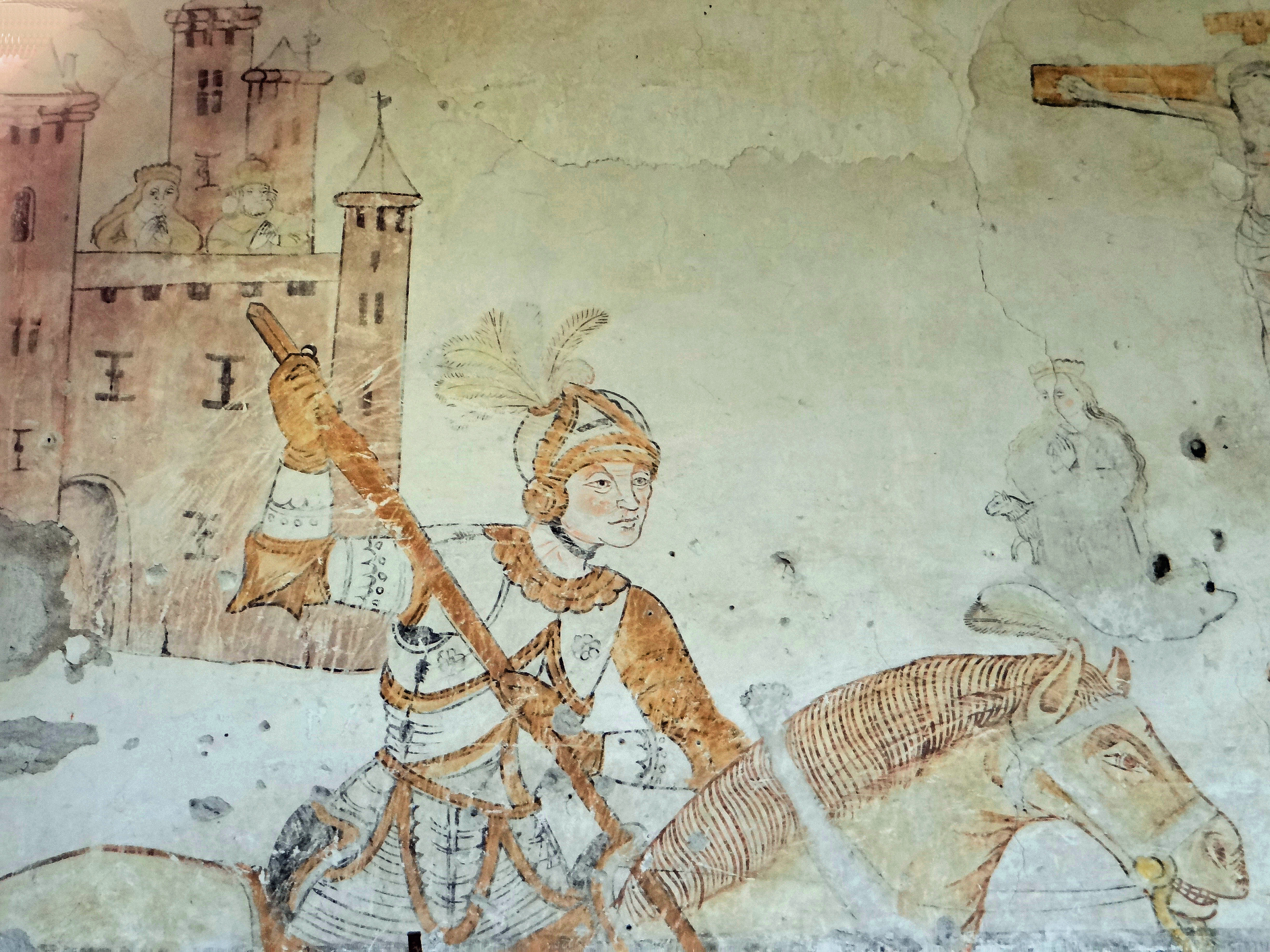
Peinture murale : saint Georges
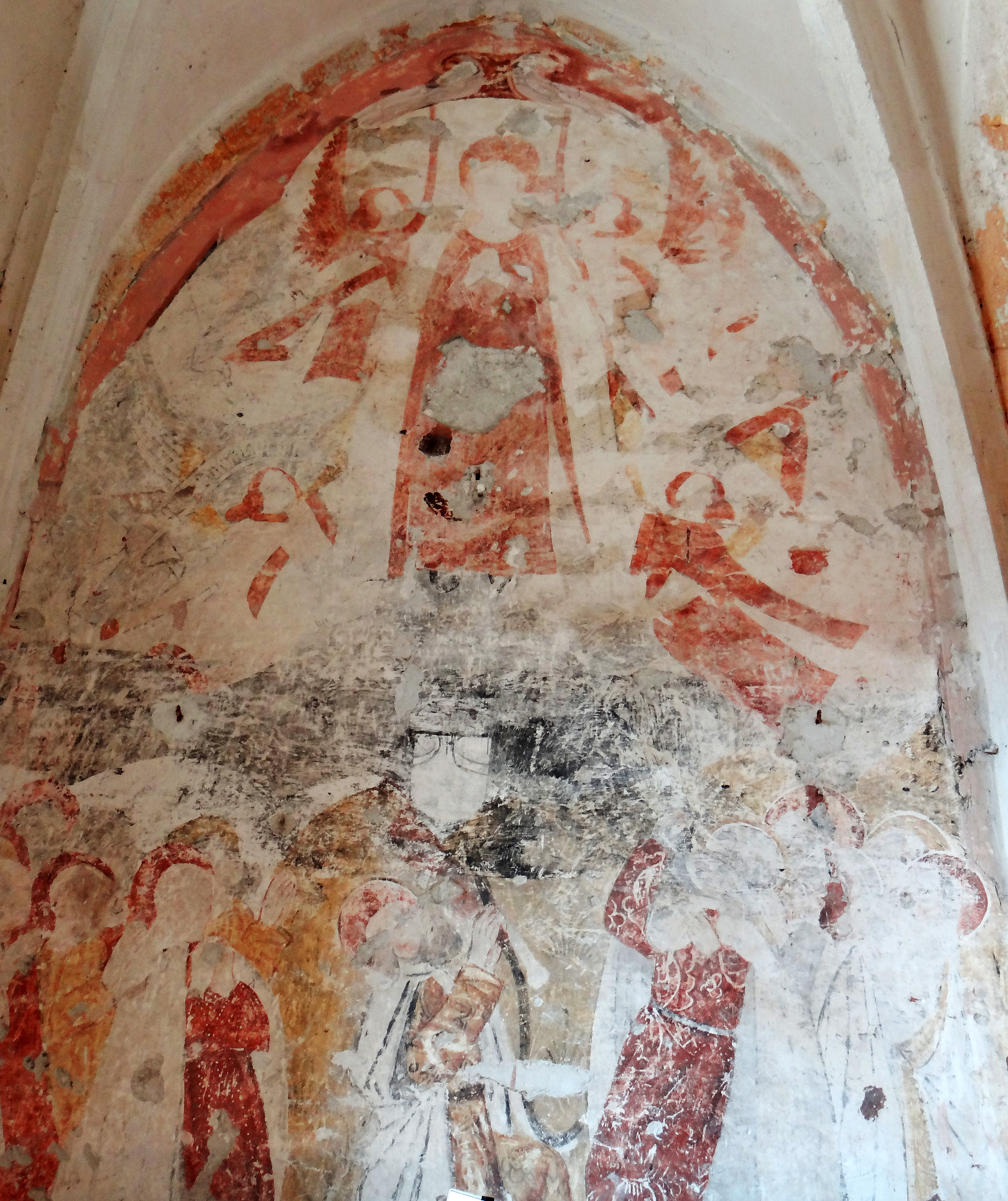
Peinture murale: Assomption de Marie entourée d'anges et, en-dessous, les disciples agenouillés